# Карл Леопольд Мекленбург-Шверинський
Карл Леопольд Мекленбург-Шверинський (нім. Karl Leopold, Herzog zu Mecklenburg-Schwerin; 26 листопада 1678, Грабов — 28 листопада 1747, Деміц) — герцог Мекленбург-Шверинський (з 1713); чоловік Катерини Іванівни, батько Анни Леопольдівни і дідусь російського імператора Івана VI; син Фрідріха Мекленбурзького і Крістіни Вільгельміни Гессен-Гомбурзької.